# See the USA in Your Chevrolet
"See The U.S.A. In Your Chevrolet" (tạm dịch: "Ngắm nhìn nước Mỹ trong Chiếc Chevrolet của Bạn"; theo tựa bản quyền năm 1950) là một ca khúc quảng cáo năm 1949 với lời và nhạc bởi Leo Corday (ASCAP) và Leon Carr (ASCAP), được viết nhằm quảng bá cho Chevrolet của General Motors Corp.

## Lịch sử
Ca khúc được quảng cáo này được trình bày lần đầu tiên trên chương trình Inside U.S.A. with Chevrolet bởi cặp vợ chồng, Peter Lind Hayes và Mary Healy, nhiều năm trước khi Dinah Shore cô giúp bài hát thành công trong chương trình của cô. Dinah Shore đã trình diễn lại ca khúc này vào năm 1952, và nó đã trở thành bài hát đặc quyền trong sự nghiệp của cô. Ca khúc sau đó đã được trình diễn bởi Pat Boone trong chương trình Pat Boone-Chevy Showroom (ABC) từ 1957 đến 1960. Thập niên 1960, Los Angeles Dodgers đã trình chiếu một đoạn quảng cáo gồm phần trình diễn của Johnny Roseboro và Don Drysdale.
Sau này, ca khúc đã được đổi tên thành "See the USA in Your Chevrolet" trên IMDb. Một tên gọi khác cũng xuất hiện trong mục lục của ASCAP năm 2001 với tên "See The U S A In Your Chevrolet (Chevrolet)" (những không có bản quyền của ASCAP ACE Database 2001).

## Phiên bản củaGlee

### Trình chiếu
Vào ngày 6 tháng 2 năm 2011, trong khi trình chiếu Super Bowl XLV, dàn diễn viên của Glee cũng đã thực hiện một quảng cáo cho Chevrolet với nội dung lấy cảm hứng từ bộ phim.

### Video quảng cáo
Trong video, Sue Sylvester bỗng xuất hiện trong phòng tập của nhóm và báo rằng mỗi thành viên trong nhóm sẽ nhận được một chiếc Chevrolet Cruze nếu họ đồng ý làm cho cô một việc, nhằm khiến cho nhóm New Directions bị loại khỏi tất cả những cuộc thi âm nhạc. Trong khi đó, cả nhóm đang tưởng tượng rằng họ cùng một số lớn vũ công nhảy múa cùng những chiếc xe Chevrolet trong một căn phòng màu trắng khi họ đang trình diễn "See the USA in Your Chevrolet". Dù vậy, video đã trở lại thực tế và thành viên Rachel Berry của nhóm đã từ chối Sue, cho rằng họ sẽ không bị mắc lừa như lần trước (như trong tập phim "Mattress.")